# Ángelos Papadimitríou
Ángelos Papadimitríou (grec moderne : Άγγελος Παπαδημητρίου ; né en 1952) est un artiste grec, écrivain, illustrateur de livres, acteur et décorateur.

## Biographie
Ángelos Papadimitríou naît en 1952.

## Publications

### Auteur
- 2005 : (ouvrage collectif) Yia ton Ilia Layio (Για τον Ηλία Λάγιο), Athènes, Erato  (ISBN 978-960-229-176-4)
- 2018 : Like (Λάικ), Athènes, Potamos  (ISBN 978-960-545-123-3)

### Illustrateur
- 1997 : Nikos Psilakis, Krites theoi (Κρήτες θεοί), Iraklio, Ekdoses Karmanôr
- 1997 : Nikos Psilakis, Minos o vasilias tis Kritis (Μίνως ο βασιλιάς της Κρήτης), Iraklio, Ekdoses Karmanôr  (ISBN 978-960-7448-14-9)
- 1997 : Nikos Psilakis, The Gods of Ancient Crete, Iraklio, Ekdoses Karmanôr  (ISBN 978-960-7448-15-6)
- 1999 : Takis Spetsiotis, Khaïré Napolion (Χαίρε Ναπολέων), Ayra, 1999  (ISBN 978-960-325-334-1)
- 2007 : Valentini Potamianou, Poiimata omophyla (Ποιήματα ομόφυλα), Athènes, Odos Panos  (ISBN 978-960-8378-49-0)

## Filmographie

### Films
- 1980 : Ena lathos de Yiorgos Konstantinopoulos (court-métrage) : l'homme âgé
- 2000 : Piso porta de Yorgos Tsemberopoulos : un invité de la fête
- 2005 : Stegno katharisma de Marsa Makris (court-métrage)
- 2014 : Xenia de Pános Koútras : Tásos
- 2019 : @9 sta ennia d'Angelos Spartalis : M. Kounelis
- 2018 : Magic Skin (To magiko derma) de Constantinos Samaras[2]
- 2019 : In the Strange Pursuit of Laura Durand de Dimitris Bavellas : Damianos
- 2020 : Birds (or how to be one) de Bábis Makrídis
- 2022 : Dodo de Pános Koútras : Ángelos

### Séries télévisées
- 1983 : Oi palioi mas filoi
- 1991-1992 : Stenes epafes trypiou toihou : père Ignatios / Makis
- 2000 : Ystera, irthan oi melisses : Mavis
- 2002-2004 : Oi stavloi tis Erietas Zaimi : Dimis Tsimiskis-Hoffman
- 2008 : Hrysa koritsia, épisode 8 : Takis
- 2020 : I tourta tis mamas (Η τούρτα της μαμάς) : Dimis Tsimiskis-Hoffman

## Distinction
Aggelos Papadimitrou remporte le prix du Meilleur acteur de second rôle décerné par l'Académie des films hellènes pour Xenia en 2015.